# Newe Szalom
Newe Szalom (hebr.: נווה שלום; arab. واحة السلام; pol. Oaza pokoju) – wieś położona w samorządzie regionu Matte Jehuda, w Dystrykcie Jerozolimy, w Izraelu.
Leży na północ od miasta Bet Szemesz w górach Judzkich, w otoczeniu kibuców Nahshon i Harel oraz moszawów Ta’oz i Mesillat Cijjon. Mieszkają tutaj żydowscy i arabscy obywatele Izraela, prowadząc edukacyjną pracę na rzecz pokoju, równości i porozumienia pomiędzy obydwoma narodami (izraelskim i palestyńskim).

## Historia
Pierwotnie w tym miejscu znajdowała się pustelnia o powierzchni 40 ha, którą trapiści z klasztoru w Latrun wynajmowali ludziom poszukującym samotności. W 1969 na to miejsce zwrócił uwagę dominikański zakonnik Bruno Hussar (z pochodzenia był egipskim Żydem), który uważał, że konflikt izraelsko-arabski ma podłoże religijne. Marzył on o zbudowaniu w Izraelu społeczeństwa chrześcijańsko-żydowsko-muzułmańskiego, które potrafiłoby współistnieć w pokoju. W 1972 Bruno Hussar wydzierżawił 120 akrów ziemi od klasztoru w Latrun i samotnie zamieszkał na szczycie wzgórza. Początkowo nie posiadał bieżącej wody ani elektryczności, jednakże stopniowo wzrastało zainteresowanie jego projektem. W 1977 zaproszono Hussara do pierwszej prelekcji dotyczącej konfliktu żydowsko-arabskiego w jednej ze szkół średnich. W 1978 w Newe Szalom osiedliło się pierwszych pięć rodzin (cztery żydowskie i jedna arabska), a w 1988 mieszkało tutaj już dwanaście rodzin (siedem żydowskich i pięć arabskich). Do 1998 w wiosce osiedliło się trzydzieści pięć rodzin, a kolejnych dwadzieścia wyraziło chęć członkostwa. Nazwę zaczerpnięto z tekstu Księgi Izajasza 32:18

Bo będzie mieszkał lud mój w przybytku pokoju, i w przybytkach bezpiecznych, i w odpoczywaniu spokojnem.

22 czerwca 2006 brytyjski progresywny muzyk Roger Waters z zespołu Pink Floyd dał w Newe Szalom koncert., na który przyjechało ponad 50 tys. fanów.

## Edukacja
Działalność edukacyjna jest kluczową i podstawową działalnością prowadzoną w wiosce. Wpływa to na rozbudowę infrastruktury i wszystkie plany zagospodarowania przestrzennego. Znajdują się tutaj trzy instytucje edukacyjne:
- Szkoła podstawowa i średnia – dwujęzyczna (arabsko-hebrajska) szkoła powstała w 1984[4].
- Szkoła Pokoju – powstała w 1979 i realizuje różnorodne kursy oraz seminaria dla arabskiej i żydowskiej młodzieży oraz dla dorosłych. Propaguje ideę koegzystencji obu narodów żyjących obok siebie w Palestynie[5].
- Pluralistyczne Centrum Duchowe – nazywane „Doumia-Sakinah”, prowadzi szeroko pojmowaną działalność na rzecz pokoju na Bliskim Wschodzie i realizuje różnorodne seminaria[6].

Laureat Pokojowej Nagrody Nobla amerykański dziennikarz i pisarz pochodzenia żydowskiego Elie Wiesel powiedział: „Gdy Żydzi i Arabowie żyją razem – to oni wywołują cud; Newe Szalom/Wahat as-Salam jest takim cudem. Zasługuje to na nasze najbardziej entuzjastyczne poparcie, dając nam wielkią nadzieję”. Palestyński przywódca polityczny Faisal al-Husseini powiedział: „Chciałbym zobaczyć moment, gdy coś takiego jak Newe Szalom/Wahat as-Salam będzie nie tylko między Palestyńczykami a Izraelczykami, ale między wszystkimi ludźmi na Bliskim Wschodzie”. Amerykańska działaczka polityczna Hillary Rodham Clinton powiedziała: „W rzeczywistości pokój zaczyna się w naszych domach, w społecznościach takich jak ta i w naszych sercach. Tego trzeba się nauczyć, a następnie przekazać naszym dzieciom”.

## Gospodarka
Gospodarka wioski opiera się na rolnictwie, sadownictwie, edukacji i turystyce.

## Komunikacja
Na północny zachód od wioski przebiega droga ekspresowa nr 3  (Aszkelon-Modi’in-Makkabbim-Re’ut), którą jadąc na północny wschód dojeżdża się do Latrun i węzła drogowego z autostradą nr 1  (Tel Awiw-Jerozolima), natomiast jadąc na zachód dojeżdża się do kibucu Nahshon i moszawu Bekoa.